# Episodi de Gli amici di papà (quinta stagione)
La quinta stagione della serie televisiva Gli amici di papà è stata trasmessa in anteprima negli Stati Uniti d'America dalla ABC tra il 17 settembre 1991 e il 12 maggio 1992.
| nº | Titolo originale                            | Titolo italiano | Prima TV USA      | Prima TV Italia |
| -- | ------------------------------------------- | --------------- | ----------------- | --------------- |
| 1  | Double Trouble                              |                 | 17 settembre 1991 |                 |
| 2  | Matchmaker Michelle                         |                 | 24 settembre 1991 |                 |
| 3  | Take My Sister, Please                      |                 | 1º ottobre 1991   |                 |
| 4  | Oh Where, Oh Where Has My Little Girl Gone? |                 | 8 ottobre 1991    |                 |
| 5  | The King and I                              |                 | 15 ottobre 1991   |                 |
| 6  | The Legend of Ranger Joe                    |                 | 22 ottobre 1991   |                 |
| 7  | The Volunteer                               |                 | 29 ottobre 1991   |                 |
| 8  | Gotta Dance                                 |                 | 5 novembre 1991   |                 |
| 9  | Happy Birthday, Babies: Part 1              |                 | 12 novembre 1991  |                 |
| 10 | Happy Birthday, Babies: Part 2              |                 | 12 novembre 1991  |                 |
| 11 | Nicky and/or Alexander                      |                 | 19 novembre 1991  |                 |
| 12 | Bachelor of the Month                       |                 | 26 novembre 1991  |                 |
| 13 | Easy Rider                                  |                 | 3 dicembre 1991   |                 |
| 14 | Sisters in Crime                            |                 | 17 dicembre 1991  |                 |
| 15 | Play It Again, Jesse                        |                 | 7 gennaio 1992    |                 |
| 16 | Crushed                                     |                 | 14 gennaio 1992   |                 |
| 17 | Spellbound                                  |                 | 28 gennaio 1992   |                 |
| 18 | Too Much Monkey Business                    |                 | 11 febbraio 1992  |                 |
| 19 | The Devil Made Me Do It                     |                 | 18 febbraio 1992  |                 |
| 20 | Driving Miss D.J.                           |                 | 25 febbraio 1992  |                 |
| 21 | Yours, Mine and Ours                        |                 | 3 marzo 1992      |                 |
| 22 | The Trouble with Danny                      |                 | 17 marzo 1992     |                 |
| 23 | Five's a Crowd                              |                 | 31 marzo 1992     |                 |
| 24 | Girls Will Be Boys                          |                 | 28 aprile 1992    |                 |
| 25 | Captain Video: Part 1                       |                 | 5 maggio 1992     |                 |
| 26 | Captain Video: Part 2                       |                 | 12 maggio 1992    |                 |